# Wait (The Jacksons)
Wait è una canzone del gruppo musicale statunitense The Jacksons scritta da Jackie Jackson e David Paich, cantata da Jackie Jackson ed estratta il 9 dicembre 1984 come ultimo singolo dell'album Victory.

## Descrizione
Wait venne scritta da Jackie Jackson e David Paich e prodotta da questi con- Steve Porcaro del gruppo musicale Toto. Le voci degli altri fratelli Jackson si sentono solo nei cori mentre Michael Jackson duetta con Jackie negli ad libs finali del pezzo.

## Tracce

### Versione 7"
1. Wait – 5:24 (Jackie Jackson, David Paich)
2. She's out of My Life (Live Version) – 3:45 (Michael Jackson)

## Formazione
- Michael Jackson - cori, ad libs
- Jermaine Jackson - cori
- Jackie Jackson - voce principale
- Tito Jackson - chitarra e cori
- Randy Jackson - cori
- Marlon Jackson - cori

### Musicisti ospiti
- Steve Porcaro - tastiere, sintetizzatori